# Gallajaure
Gallajaure är en sjö i Arjeplogs kommun i Lappland och ingår i Piteälvens huvudavrinningsområde. Sjön har en area på 5,37 kvadratkilometer och ligger 443 meter över havet. Sjön avvattnas av vattendraget Mattaureälven.

## Delavrinningsområde
Gallajaure ingår i det delavrinningsområde (736300-160746) som SMHI kallar för Utloppet av Gallajaure. Medelhöjden är 514 meter över havet och ytan är 21,2 kvadratkilometer. Räknas de 13 avrinningsområdena uppströms in blir den ackumulerade arean 209,25 kvadratkilometer. Mattaureälven som avvattnar avrinningsområdet har biflödesordning 2, vilket innebär att vattnet flödar genom totalt 2 vattendrag innan det når havet efter 209 kilometer. Avrinningsområdet består mestadels av skog (70 procent). Avrinningsområdet har 5,47 kvadratkilometer vattenytor vilket ger det en sjöprocent på 25,8 procent.